# امیل هالونن
امیل هالونن (انگلیسی: Eemil Halonen; ۲۱ مهٔ ۱۸۷۵ – ۵ نوامبر ۱۹۵۰) مجسمه‌سازی اهل فنلاند بود.